# ECO-klassificering
Den här artikeln använder algebraisk schacknotation för att beskriva schackdragen.
Inom schack är ECO (Encyclopedia of Chess Openings) ett lexikon över schacköppningar. Det utvecklades i det forna Jugoslavien under 70-talet och används nu officiellt i alla sammanhang. Sammanlagt har fyra editioner utgivits, samtliga i fem band. Lexikonets klassificeringssystem har blivit internationell standard.

## Huvudidéer
Systemet klassificerar en öppning först med en bokstav från A–E som identifierar vilket band öppningen hör till. Sedan kommer ett nummer från 00–99.
Systemet baserar sig på inledningsdragen. För att tolka notationen, se schacknotation.
| Band A: Flanköppningar och oregelbundna öppningar | A00–A09 Andra drag än 1.e4, 1.c4 eller 1.d4 A10–A39 1.c4 (Engelskt parti) A40–A49 1.d4 andra svar än 1...Sf6, 1...f5 eller 1...d5. 1.d4 Sf6 utan 2.c4. A50–A59 1.d4 Sf6 2.c4 andra svar än 2...e6, 2...g6 eller 2...d5. A60–A79 1.d4 Sf6 2.c4 c5 (Benoniförsvaret) A80–A99 1.d4 f5 (Holländskt parti) |
| Band B: Halvöppna spel förutom franskt parti      | B00–B09 1.e4 andra svar än 1...c5, 1...e5, 1...e6 eller 1...c6 B10–B19 1.e4 c6 (Caro-Kann) B20–B99 1.e4 c5 (Sicilianskt parti) |
| Band C: Öppna spel och franskt parti              | C00–C19 1..e4 e6 (Franskt parti) C20-C99 1.e4 e5 (öppna spel, exempelvis Spanskt parti, Italienskt parti) |
| Band D: Slutna och halvslutna spel                | D00–D69 1.d4 d5 (slutna spel, exempelvis Damgambit) D70–D99 1.d4 Sf6 2.c4 g6 med d7-d5 (Grünfeldindiskt försvar) |
| Band E: Indiska försvar                           | E00–E59 1.d4 Sf6 2.c4 e6 (exempelvis Nimzoindiskt försvar, Damindiskt försvar) E60–E99 1.d4 Sf6 2.c4 g6 utan d7-d5 (Kungsindiskt försvar) |